# Нинхуа
Нинхуа́ (кит. упр. 宁化, пиньинь Nínghuà) — уезд городского округа Саньмин провинции Фуцзянь (КНР).

## История
Во времена империи Тан в 725 году был создан уезд Хуанлянь (黄连县). В 742 году он был переименован в Нинхуа.
После вхождения этих мест в состав КНР был образован Специальный район Юнъань (永安专区), и уезд вошёл в его состав. В марте 1956 года Специальный район Юнъань был расформирован, и уезд перешёл в состав Специального района Лунъянь (龙岩专区). 
В феврале 1959 года уезды Цинлю и Нинхуа были объединены в уезд Циннин (清宁县). В 1960 году городской уезд Саньмин перешёл в прямое подчинение властям провинции Фуцзянь. В 1961 году уезд Циннин был вновь разделён на уезды Цинлю и Нинхуа. В 1962 году уезд Нинхуа перешёл в подчинение властям Саньмина.
В мае 1963 года был образован Специальный район Саньмин (三明专区), и уезд вошёл в его состав. В декабре 1970 года Специальный район Саньмин был переименован в Округ Саньмин (三明地区).
Постановлением Госсовета КНР от апреля 1983 года округ Саньмин был преобразован в городской округ.

## Административное деление
Уезд делится на 9 посёлков, 6 волостей и 1 национальную волость.